# Підрив центру
Підрив центру — стратегічний прийом в шаховій партії, застосовуваний з метою ослаблення або руйнування пішакового центру суперника. Зустрічається у всіх стадіях шахової партії.
|   | a | b | c | d | e | f | g | h |   |
| 8 | e8 чорна тура · d7 чорна тура · e7 чорний кінь · f7 чорний слон · g7 чорний король · b6 чорний пішак · c6 чорний пішак · f6 чорний пішак · g6 чорний кінь · a5 чорний пішак · g5 чорний пішак · a4 білий пішак · d4 білий пішак · e4 білий пішак · g4 білий пішак · h4 чорний пішак · b3 білий пішак · e3 білий кінь · h3 білий пішак · c2 білий слон · d2 біла тура · f2 білий король · g2 білий кінь · c1 біла тура | e8 чорна тура · d7 чорна тура · e7 чорний кінь · f7 чорний слон · g7 чорний король · b6 чорний пішак · c6 чорний пішак · f6 чорний пішак · g6 чорний кінь · a5 чорний пішак · g5 чорний пішак · a4 білий пішак · d4 білий пішак · e4 білий пішак · g4 білий пішак · h4 чорний пішак · b3 білий пішак · e3 білий кінь · h3 білий пішак · c2 білий слон · d2 біла тура · f2 білий король · g2 білий кінь · c1 біла тура | e8 чорна тура · d7 чорна тура · e7 чорний кінь · f7 чорний слон · g7 чорний король · b6 чорний пішак · c6 чорний пішак · f6 чорний пішак · g6 чорний кінь · a5 чорний пішак · g5 чорний пішак · a4 білий пішак · d4 білий пішак · e4 білий пішак · g4 білий пішак · h4 чорний пішак · b3 білий пішак · e3 білий кінь · h3 білий пішак · c2 білий слон · d2 біла тура · f2 білий король · g2 білий кінь · c1 біла тура | e8 чорна тура · d7 чорна тура · e7 чорний кінь · f7 чорний слон · g7 чорний король · b6 чорний пішак · c6 чорний пішак · f6 чорний пішак · g6 чорний кінь · a5 чорний пішак · g5 чорний пішак · a4 білий пішак · d4 білий пішак · e4 білий пішак · g4 білий пішак · h4 чорний пішак · b3 білий пішак · e3 білий кінь · h3 білий пішак · c2 білий слон · d2 біла тура · f2 білий король · g2 білий кінь · c1 біла тура | e8 чорна тура · d7 чорна тура · e7 чорний кінь · f7 чорний слон · g7 чорний король · b6 чорний пішак · c6 чорний пішак · f6 чорний пішак · g6 чорний кінь · a5 чорний пішак · g5 чорний пішак · a4 білий пішак · d4 білий пішак · e4 білий пішак · g4 білий пішак · h4 чорний пішак · b3 білий пішак · e3 білий кінь · h3 білий пішак · c2 білий слон · d2 біла тура · f2 білий король · g2 білий кінь · c1 біла тура | e8 чорна тура · d7 чорна тура · e7 чорний кінь · f7 чорний слон · g7 чорний король · b6 чорний пішак · c6 чорний пішак · f6 чорний пішак · g6 чорний кінь · a5 чорний пішак · g5 чорний пішак · a4 білий пішак · d4 білий пішак · e4 білий пішак · g4 білий пішак · h4 чорний пішак · b3 білий пішак · e3 білий кінь · h3 білий пішак · c2 білий слон · d2 біла тура · f2 білий король · g2 білий кінь · c1 біла тура | e8 чорна тура · d7 чорна тура · e7 чорний кінь · f7 чорний слон · g7 чорний король · b6 чорний пішак · c6 чорний пішак · f6 чорний пішак · g6 чорний кінь · a5 чорний пішак · g5 чорний пішак · a4 білий пішак · d4 білий пішак · e4 білий пішак · g4 білий пішак · h4 чорний пішак · b3 білий пішак · e3 білий кінь · h3 білий пішак · c2 білий слон · d2 біла тура · f2 білий король · g2 білий кінь · c1 біла тура | e8 чорна тура · d7 чорна тура · e7 чорний кінь · f7 чорний слон · g7 чорний король · b6 чорний пішак · c6 чорний пішак · f6 чорний пішак · g6 чорний кінь · a5 чорний пішак · g5 чорний пішак · a4 білий пішак · d4 білий пішак · e4 білий пішак · g4 білий пішак · h4 чорний пішак · b3 білий пішак · e3 білий кінь · h3 білий пішак · c2 білий слон · d2 біла тура · f2 білий король · g2 білий кінь · c1 біла тура | 8 |
| 7 | e8 чорна тура · d7 чорна тура · e7 чорний кінь · f7 чорний слон · g7 чорний король · b6 чорний пішак · c6 чорний пішак · f6 чорний пішак · g6 чорний кінь · a5 чорний пішак · g5 чорний пішак · a4 білий пішак · d4 білий пішак · e4 білий пішак · g4 білий пішак · h4 чорний пішак · b3 білий пішак · e3 білий кінь · h3 білий пішак · c2 білий слон · d2 біла тура · f2 білий король · g2 білий кінь · c1 біла тура | e8 чорна тура · d7 чорна тура · e7 чорний кінь · f7 чорний слон · g7 чорний король · b6 чорний пішак · c6 чорний пішак · f6 чорний пішак · g6 чорний кінь · a5 чорний пішак · g5 чорний пішак · a4 білий пішак · d4 білий пішак · e4 білий пішак · g4 білий пішак · h4 чорний пішак · b3 білий пішак · e3 білий кінь · h3 білий пішак · c2 білий слон · d2 біла тура · f2 білий король · g2 білий кінь · c1 біла тура | e8 чорна тура · d7 чорна тура · e7 чорний кінь · f7 чорний слон · g7 чорний король · b6 чорний пішак · c6 чорний пішак · f6 чорний пішак · g6 чорний кінь · a5 чорний пішак · g5 чорний пішак · a4 білий пішак · d4 білий пішак · e4 білий пішак · g4 білий пішак · h4 чорний пішак · b3 білий пішак · e3 білий кінь · h3 білий пішак · c2 білий слон · d2 біла тура · f2 білий король · g2 білий кінь · c1 біла тура | e8 чорна тура · d7 чорна тура · e7 чорний кінь · f7 чорний слон · g7 чорний король · b6 чорний пішак · c6 чорний пішак · f6 чорний пішак · g6 чорний кінь · a5 чорний пішак · g5 чорний пішак · a4 білий пішак · d4 білий пішак · e4 білий пішак · g4 білий пішак · h4 чорний пішак · b3 білий пішак · e3 білий кінь · h3 білий пішак · c2 білий слон · d2 біла тура · f2 білий король · g2 білий кінь · c1 біла тура | e8 чорна тура · d7 чорна тура · e7 чорний кінь · f7 чорний слон · g7 чорний король · b6 чорний пішак · c6 чорний пішак · f6 чорний пішак · g6 чорний кінь · a5 чорний пішак · g5 чорний пішак · a4 білий пішак · d4 білий пішак · e4 білий пішак · g4 білий пішак · h4 чорний пішак · b3 білий пішак · e3 білий кінь · h3 білий пішак · c2 білий слон · d2 біла тура · f2 білий король · g2 білий кінь · c1 біла тура | e8 чорна тура · d7 чорна тура · e7 чорний кінь · f7 чорний слон · g7 чорний король · b6 чорний пішак · c6 чорний пішак · f6 чорний пішак · g6 чорний кінь · a5 чорний пішак · g5 чорний пішак · a4 білий пішак · d4 білий пішак · e4 білий пішак · g4 білий пішак · h4 чорний пішак · b3 білий пішак · e3 білий кінь · h3 білий пішак · c2 білий слон · d2 біла тура · f2 білий король · g2 білий кінь · c1 біла тура | e8 чорна тура · d7 чорна тура · e7 чорний кінь · f7 чорний слон · g7 чорний король · b6 чорний пішак · c6 чорний пішак · f6 чорний пішак · g6 чорний кінь · a5 чорний пішак · g5 чорний пішак · a4 білий пішак · d4 білий пішак · e4 білий пішак · g4 білий пішак · h4 чорний пішак · b3 білий пішак · e3 білий кінь · h3 білий пішак · c2 білий слон · d2 біла тура · f2 білий король · g2 білий кінь · c1 біла тура | e8 чорна тура · d7 чорна тура · e7 чорний кінь · f7 чорний слон · g7 чорний король · b6 чорний пішак · c6 чорний пішак · f6 чорний пішак · g6 чорний кінь · a5 чорний пішак · g5 чорний пішак · a4 білий пішак · d4 білий пішак · e4 білий пішак · g4 білий пішак · h4 чорний пішак · b3 білий пішак · e3 білий кінь · h3 білий пішак · c2 білий слон · d2 біла тура · f2 білий король · g2 білий кінь · c1 біла тура | 7 |
| 6 | e8 чорна тура · d7 чорна тура · e7 чорний кінь · f7 чорний слон · g7 чорний король · b6 чорний пішак · c6 чорний пішак · f6 чорний пішак · g6 чорний кінь · a5 чорний пішак · g5 чорний пішак · a4 білий пішак · d4 білий пішак · e4 білий пішак · g4 білий пішак · h4 чорний пішак · b3 білий пішак · e3 білий кінь · h3 білий пішак · c2 білий слон · d2 біла тура · f2 білий король · g2 білий кінь · c1 біла тура | e8 чорна тура · d7 чорна тура · e7 чорний кінь · f7 чорний слон · g7 чорний король · b6 чорний пішак · c6 чорний пішак · f6 чорний пішак · g6 чорний кінь · a5 чорний пішак · g5 чорний пішак · a4 білий пішак · d4 білий пішак · e4 білий пішак · g4 білий пішак · h4 чорний пішак · b3 білий пішак · e3 білий кінь · h3 білий пішак · c2 білий слон · d2 біла тура · f2 білий король · g2 білий кінь · c1 біла тура | e8 чорна тура · d7 чорна тура · e7 чорний кінь · f7 чорний слон · g7 чорний король · b6 чорний пішак · c6 чорний пішак · f6 чорний пішак · g6 чорний кінь · a5 чорний пішак · g5 чорний пішак · a4 білий пішак · d4 білий пішак · e4 білий пішак · g4 білий пішак · h4 чорний пішак · b3 білий пішак · e3 білий кінь · h3 білий пішак · c2 білий слон · d2 біла тура · f2 білий король · g2 білий кінь · c1 біла тура | e8 чорна тура · d7 чорна тура · e7 чорний кінь · f7 чорний слон · g7 чорний король · b6 чорний пішак · c6 чорний пішак · f6 чорний пішак · g6 чорний кінь · a5 чорний пішак · g5 чорний пішак · a4 білий пішак · d4 білий пішак · e4 білий пішак · g4 білий пішак · h4 чорний пішак · b3 білий пішак · e3 білий кінь · h3 білий пішак · c2 білий слон · d2 біла тура · f2 білий король · g2 білий кінь · c1 біла тура | e8 чорна тура · d7 чорна тура · e7 чорний кінь · f7 чорний слон · g7 чорний король · b6 чорний пішак · c6 чорний пішак · f6 чорний пішак · g6 чорний кінь · a5 чорний пішак · g5 чорний пішак · a4 білий пішак · d4 білий пішак · e4 білий пішак · g4 білий пішак · h4 чорний пішак · b3 білий пішак · e3 білий кінь · h3 білий пішак · c2 білий слон · d2 біла тура · f2 білий король · g2 білий кінь · c1 біла тура | e8 чорна тура · d7 чорна тура · e7 чорний кінь · f7 чорний слон · g7 чорний король · b6 чорний пішак · c6 чорний пішак · f6 чорний пішак · g6 чорний кінь · a5 чорний пішак · g5 чорний пішак · a4 білий пішак · d4 білий пішак · e4 білий пішак · g4 білий пішак · h4 чорний пішак · b3 білий пішак · e3 білий кінь · h3 білий пішак · c2 білий слон · d2 біла тура · f2 білий король · g2 білий кінь · c1 біла тура | e8 чорна тура · d7 чорна тура · e7 чорний кінь · f7 чорний слон · g7 чорний король · b6 чорний пішак · c6 чорний пішак · f6 чорний пішак · g6 чорний кінь · a5 чорний пішак · g5 чорний пішак · a4 білий пішак · d4 білий пішак · e4 білий пішак · g4 білий пішак · h4 чорний пішак · b3 білий пішак · e3 білий кінь · h3 білий пішак · c2 білий слон · d2 біла тура · f2 білий король · g2 білий кінь · c1 біла тура | e8 чорна тура · d7 чорна тура · e7 чорний кінь · f7 чорний слон · g7 чорний король · b6 чорний пішак · c6 чорний пішак · f6 чорний пішак · g6 чорний кінь · a5 чорний пішак · g5 чорний пішак · a4 білий пішак · d4 білий пішак · e4 білий пішак · g4 білий пішак · h4 чорний пішак · b3 білий пішак · e3 білий кінь · h3 білий пішак · c2 білий слон · d2 біла тура · f2 білий король · g2 білий кінь · c1 біла тура | 6 |
| 5 | e8 чорна тура · d7 чорна тура · e7 чорний кінь · f7 чорний слон · g7 чорний король · b6 чорний пішак · c6 чорний пішак · f6 чорний пішак · g6 чорний кінь · a5 чорний пішак · g5 чорний пішак · a4 білий пішак · d4 білий пішак · e4 білий пішак · g4 білий пішак · h4 чорний пішак · b3 білий пішак · e3 білий кінь · h3 білий пішак · c2 білий слон · d2 біла тура · f2 білий король · g2 білий кінь · c1 біла тура | e8 чорна тура · d7 чорна тура · e7 чорний кінь · f7 чорний слон · g7 чорний король · b6 чорний пішак · c6 чорний пішак · f6 чорний пішак · g6 чорний кінь · a5 чорний пішак · g5 чорний пішак · a4 білий пішак · d4 білий пішак · e4 білий пішак · g4 білий пішак · h4 чорний пішак · b3 білий пішак · e3 білий кінь · h3 білий пішак · c2 білий слон · d2 біла тура · f2 білий король · g2 білий кінь · c1 біла тура | e8 чорна тура · d7 чорна тура · e7 чорний кінь · f7 чорний слон · g7 чорний король · b6 чорний пішак · c6 чорний пішак · f6 чорний пішак · g6 чорний кінь · a5 чорний пішак · g5 чорний пішак · a4 білий пішак · d4 білий пішак · e4 білий пішак · g4 білий пішак · h4 чорний пішак · b3 білий пішак · e3 білий кінь · h3 білий пішак · c2 білий слон · d2 біла тура · f2 білий король · g2 білий кінь · c1 біла тура | e8 чорна тура · d7 чорна тура · e7 чорний кінь · f7 чорний слон · g7 чорний король · b6 чорний пішак · c6 чорний пішак · f6 чорний пішак · g6 чорний кінь · a5 чорний пішак · g5 чорний пішак · a4 білий пішак · d4 білий пішак · e4 білий пішак · g4 білий пішак · h4 чорний пішак · b3 білий пішак · e3 білий кінь · h3 білий пішак · c2 білий слон · d2 біла тура · f2 білий король · g2 білий кінь · c1 біла тура | e8 чорна тура · d7 чорна тура · e7 чорний кінь · f7 чорний слон · g7 чорний король · b6 чорний пішак · c6 чорний пішак · f6 чорний пішак · g6 чорний кінь · a5 чорний пішак · g5 чорний пішак · a4 білий пішак · d4 білий пішак · e4 білий пішак · g4 білий пішак · h4 чорний пішак · b3 білий пішак · e3 білий кінь · h3 білий пішак · c2 білий слон · d2 біла тура · f2 білий король · g2 білий кінь · c1 біла тура | e8 чорна тура · d7 чорна тура · e7 чорний кінь · f7 чорний слон · g7 чорний король · b6 чорний пішак · c6 чорний пішак · f6 чорний пішак · g6 чорний кінь · a5 чорний пішак · g5 чорний пішак · a4 білий пішак · d4 білий пішак · e4 білий пішак · g4 білий пішак · h4 чорний пішак · b3 білий пішак · e3 білий кінь · h3 білий пішак · c2 білий слон · d2 біла тура · f2 білий король · g2 білий кінь · c1 біла тура | e8 чорна тура · d7 чорна тура · e7 чорний кінь · f7 чорний слон · g7 чорний король · b6 чорний пішак · c6 чорний пішак · f6 чорний пішак · g6 чорний кінь · a5 чорний пішак · g5 чорний пішак · a4 білий пішак · d4 білий пішак · e4 білий пішак · g4 білий пішак · h4 чорний пішак · b3 білий пішак · e3 білий кінь · h3 білий пішак · c2 білий слон · d2 біла тура · f2 білий король · g2 білий кінь · c1 біла тура | e8 чорна тура · d7 чорна тура · e7 чорний кінь · f7 чорний слон · g7 чорний король · b6 чорний пішак · c6 чорний пішак · f6 чорний пішак · g6 чорний кінь · a5 чорний пішак · g5 чорний пішак · a4 білий пішак · d4 білий пішак · e4 білий пішак · g4 білий пішак · h4 чорний пішак · b3 білий пішак · e3 білий кінь · h3 білий пішак · c2 білий слон · d2 біла тура · f2 білий король · g2 білий кінь · c1 біла тура | 5 |
| 4 | e8 чорна тура · d7 чорна тура · e7 чорний кінь · f7 чорний слон · g7 чорний король · b6 чорний пішак · c6 чорний пішак · f6 чорний пішак · g6 чорний кінь · a5 чорний пішак · g5 чорний пішак · a4 білий пішак · d4 білий пішак · e4 білий пішак · g4 білий пішак · h4 чорний пішак · b3 білий пішак · e3 білий кінь · h3 білий пішак · c2 білий слон · d2 біла тура · f2 білий король · g2 білий кінь · c1 біла тура | e8 чорна тура · d7 чорна тура · e7 чорний кінь · f7 чорний слон · g7 чорний король · b6 чорний пішак · c6 чорний пішак · f6 чорний пішак · g6 чорний кінь · a5 чорний пішак · g5 чорний пішак · a4 білий пішак · d4 білий пішак · e4 білий пішак · g4 білий пішак · h4 чорний пішак · b3 білий пішак · e3 білий кінь · h3 білий пішак · c2 білий слон · d2 біла тура · f2 білий король · g2 білий кінь · c1 біла тура | e8 чорна тура · d7 чорна тура · e7 чорний кінь · f7 чорний слон · g7 чорний король · b6 чорний пішак · c6 чорний пішак · f6 чорний пішак · g6 чорний кінь · a5 чорний пішак · g5 чорний пішак · a4 білий пішак · d4 білий пішак · e4 білий пішак · g4 білий пішак · h4 чорний пішак · b3 білий пішак · e3 білий кінь · h3 білий пішак · c2 білий слон · d2 біла тура · f2 білий король · g2 білий кінь · c1 біла тура | e8 чорна тура · d7 чорна тура · e7 чорний кінь · f7 чорний слон · g7 чорний король · b6 чорний пішак · c6 чорний пішак · f6 чорний пішак · g6 чорний кінь · a5 чорний пішак · g5 чорний пішак · a4 білий пішак · d4 білий пішак · e4 білий пішак · g4 білий пішак · h4 чорний пішак · b3 білий пішак · e3 білий кінь · h3 білий пішак · c2 білий слон · d2 біла тура · f2 білий король · g2 білий кінь · c1 біла тура | e8 чорна тура · d7 чорна тура · e7 чорний кінь · f7 чорний слон · g7 чорний король · b6 чорний пішак · c6 чорний пішак · f6 чорний пішак · g6 чорний кінь · a5 чорний пішак · g5 чорний пішак · a4 білий пішак · d4 білий пішак · e4 білий пішак · g4 білий пішак · h4 чорний пішак · b3 білий пішак · e3 білий кінь · h3 білий пішак · c2 білий слон · d2 біла тура · f2 білий король · g2 білий кінь · c1 біла тура | e8 чорна тура · d7 чорна тура · e7 чорний кінь · f7 чорний слон · g7 чорний король · b6 чорний пішак · c6 чорний пішак · f6 чорний пішак · g6 чорний кінь · a5 чорний пішак · g5 чорний пішак · a4 білий пішак · d4 білий пішак · e4 білий пішак · g4 білий пішак · h4 чорний пішак · b3 білий пішак · e3 білий кінь · h3 білий пішак · c2 білий слон · d2 біла тура · f2 білий король · g2 білий кінь · c1 біла тура | e8 чорна тура · d7 чорна тура · e7 чорний кінь · f7 чорний слон · g7 чорний король · b6 чорний пішак · c6 чорний пішак · f6 чорний пішак · g6 чорний кінь · a5 чорний пішак · g5 чорний пішак · a4 білий пішак · d4 білий пішак · e4 білий пішак · g4 білий пішак · h4 чорний пішак · b3 білий пішак · e3 білий кінь · h3 білий пішак · c2 білий слон · d2 біла тура · f2 білий король · g2 білий кінь · c1 біла тура | e8 чорна тура · d7 чорна тура · e7 чорний кінь · f7 чорний слон · g7 чорний король · b6 чорний пішак · c6 чорний пішак · f6 чорний пішак · g6 чорний кінь · a5 чорний пішак · g5 чорний пішак · a4 білий пішак · d4 білий пішак · e4 білий пішак · g4 білий пішак · h4 чорний пішак · b3 білий пішак · e3 білий кінь · h3 білий пішак · c2 білий слон · d2 біла тура · f2 білий король · g2 білий кінь · c1 біла тура | 4 |
| 3 | e8 чорна тура · d7 чорна тура · e7 чорний кінь · f7 чорний слон · g7 чорний король · b6 чорний пішак · c6 чорний пішак · f6 чорний пішак · g6 чорний кінь · a5 чорний пішак · g5 чорний пішак · a4 білий пішак · d4 білий пішак · e4 білий пішак · g4 білий пішак · h4 чорний пішак · b3 білий пішак · e3 білий кінь · h3 білий пішак · c2 білий слон · d2 біла тура · f2 білий король · g2 білий кінь · c1 біла тура | e8 чорна тура · d7 чорна тура · e7 чорний кінь · f7 чорний слон · g7 чорний король · b6 чорний пішак · c6 чорний пішак · f6 чорний пішак · g6 чорний кінь · a5 чорний пішак · g5 чорний пішак · a4 білий пішак · d4 білий пішак · e4 білий пішак · g4 білий пішак · h4 чорний пішак · b3 білий пішак · e3 білий кінь · h3 білий пішак · c2 білий слон · d2 біла тура · f2 білий король · g2 білий кінь · c1 біла тура | e8 чорна тура · d7 чорна тура · e7 чорний кінь · f7 чорний слон · g7 чорний король · b6 чорний пішак · c6 чорний пішак · f6 чорний пішак · g6 чорний кінь · a5 чорний пішак · g5 чорний пішак · a4 білий пішак · d4 білий пішак · e4 білий пішак · g4 білий пішак · h4 чорний пішак · b3 білий пішак · e3 білий кінь · h3 білий пішак · c2 білий слон · d2 біла тура · f2 білий король · g2 білий кінь · c1 біла тура | e8 чорна тура · d7 чорна тура · e7 чорний кінь · f7 чорний слон · g7 чорний король · b6 чорний пішак · c6 чорний пішак · f6 чорний пішак · g6 чорний кінь · a5 чорний пішак · g5 чорний пішак · a4 білий пішак · d4 білий пішак · e4 білий пішак · g4 білий пішак · h4 чорний пішак · b3 білий пішак · e3 білий кінь · h3 білий пішак · c2 білий слон · d2 біла тура · f2 білий король · g2 білий кінь · c1 біла тура | e8 чорна тура · d7 чорна тура · e7 чорний кінь · f7 чорний слон · g7 чорний король · b6 чорний пішак · c6 чорний пішак · f6 чорний пішак · g6 чорний кінь · a5 чорний пішак · g5 чорний пішак · a4 білий пішак · d4 білий пішак · e4 білий пішак · g4 білий пішак · h4 чорний пішак · b3 білий пішак · e3 білий кінь · h3 білий пішак · c2 білий слон · d2 біла тура · f2 білий король · g2 білий кінь · c1 біла тура | e8 чорна тура · d7 чорна тура · e7 чорний кінь · f7 чорний слон · g7 чорний король · b6 чорний пішак · c6 чорний пішак · f6 чорний пішак · g6 чорний кінь · a5 чорний пішак · g5 чорний пішак · a4 білий пішак · d4 білий пішак · e4 білий пішак · g4 білий пішак · h4 чорний пішак · b3 білий пішак · e3 білий кінь · h3 білий пішак · c2 білий слон · d2 біла тура · f2 білий король · g2 білий кінь · c1 біла тура | e8 чорна тура · d7 чорна тура · e7 чорний кінь · f7 чорний слон · g7 чорний король · b6 чорний пішак · c6 чорний пішак · f6 чорний пішак · g6 чорний кінь · a5 чорний пішак · g5 чорний пішак · a4 білий пішак · d4 білий пішак · e4 білий пішак · g4 білий пішак · h4 чорний пішак · b3 білий пішак · e3 білий кінь · h3 білий пішак · c2 білий слон · d2 біла тура · f2 білий король · g2 білий кінь · c1 біла тура | e8 чорна тура · d7 чорна тура · e7 чорний кінь · f7 чорний слон · g7 чорний король · b6 чорний пішак · c6 чорний пішак · f6 чорний пішак · g6 чорний кінь · a5 чорний пішак · g5 чорний пішак · a4 білий пішак · d4 білий пішак · e4 білий пішак · g4 білий пішак · h4 чорний пішак · b3 білий пішак · e3 білий кінь · h3 білий пішак · c2 білий слон · d2 біла тура · f2 білий король · g2 білий кінь · c1 біла тура | 3 |
| 2 | e8 чорна тура · d7 чорна тура · e7 чорний кінь · f7 чорний слон · g7 чорний король · b6 чорний пішак · c6 чорний пішак · f6 чорний пішак · g6 чорний кінь · a5 чорний пішак · g5 чорний пішак · a4 білий пішак · d4 білий пішак · e4 білий пішак · g4 білий пішак · h4 чорний пішак · b3 білий пішак · e3 білий кінь · h3 білий пішак · c2 білий слон · d2 біла тура · f2 білий король · g2 білий кінь · c1 біла тура | e8 чорна тура · d7 чорна тура · e7 чорний кінь · f7 чорний слон · g7 чорний король · b6 чорний пішак · c6 чорний пішак · f6 чорний пішак · g6 чорний кінь · a5 чорний пішак · g5 чорний пішак · a4 білий пішак · d4 білий пішак · e4 білий пішак · g4 білий пішак · h4 чорний пішак · b3 білий пішак · e3 білий кінь · h3 білий пішак · c2 білий слон · d2 біла тура · f2 білий король · g2 білий кінь · c1 біла тура | e8 чорна тура · d7 чорна тура · e7 чорний кінь · f7 чорний слон · g7 чорний король · b6 чорний пішак · c6 чорний пішак · f6 чорний пішак · g6 чорний кінь · a5 чорний пішак · g5 чорний пішак · a4 білий пішак · d4 білий пішак · e4 білий пішак · g4 білий пішак · h4 чорний пішак · b3 білий пішак · e3 білий кінь · h3 білий пішак · c2 білий слон · d2 біла тура · f2 білий король · g2 білий кінь · c1 біла тура | e8 чорна тура · d7 чорна тура · e7 чорний кінь · f7 чорний слон · g7 чорний король · b6 чорний пішак · c6 чорний пішак · f6 чорний пішак · g6 чорний кінь · a5 чорний пішак · g5 чорний пішак · a4 білий пішак · d4 білий пішак · e4 білий пішак · g4 білий пішак · h4 чорний пішак · b3 білий пішак · e3 білий кінь · h3 білий пішак · c2 білий слон · d2 біла тура · f2 білий король · g2 білий кінь · c1 біла тура | e8 чорна тура · d7 чорна тура · e7 чорний кінь · f7 чорний слон · g7 чорний король · b6 чорний пішак · c6 чорний пішак · f6 чорний пішак · g6 чорний кінь · a5 чорний пішак · g5 чорний пішак · a4 білий пішак · d4 білий пішак · e4 білий пішак · g4 білий пішак · h4 чорний пішак · b3 білий пішак · e3 білий кінь · h3 білий пішак · c2 білий слон · d2 біла тура · f2 білий король · g2 білий кінь · c1 біла тура | e8 чорна тура · d7 чорна тура · e7 чорний кінь · f7 чорний слон · g7 чорний король · b6 чорний пішак · c6 чорний пішак · f6 чорний пішак · g6 чорний кінь · a5 чорний пішак · g5 чорний пішак · a4 білий пішак · d4 білий пішак · e4 білий пішак · g4 білий пішак · h4 чорний пішак · b3 білий пішак · e3 білий кінь · h3 білий пішак · c2 білий слон · d2 біла тура · f2 білий король · g2 білий кінь · c1 біла тура | e8 чорна тура · d7 чорна тура · e7 чорний кінь · f7 чорний слон · g7 чорний король · b6 чорний пішак · c6 чорний пішак · f6 чорний пішак · g6 чорний кінь · a5 чорний пішак · g5 чорний пішак · a4 білий пішак · d4 білий пішак · e4 білий пішак · g4 білий пішак · h4 чорний пішак · b3 білий пішак · e3 білий кінь · h3 білий пішак · c2 білий слон · d2 біла тура · f2 білий король · g2 білий кінь · c1 біла тура | e8 чорна тура · d7 чорна тура · e7 чорний кінь · f7 чорний слон · g7 чорний король · b6 чорний пішак · c6 чорний пішак · f6 чорний пішак · g6 чорний кінь · a5 чорний пішак · g5 чорний пішак · a4 білий пішак · d4 білий пішак · e4 білий пішак · g4 білий пішак · h4 чорний пішак · b3 білий пішак · e3 білий кінь · h3 білий пішак · c2 білий слон · d2 біла тура · f2 білий король · g2 білий кінь · c1 біла тура | 2 |
| 1 | e8 чорна тура · d7 чорна тура · e7 чорний кінь · f7 чорний слон · g7 чорний король · b6 чорний пішак · c6 чорний пішак · f6 чорний пішак · g6 чорний кінь · a5 чорний пішак · g5 чорний пішак · a4 білий пішак · d4 білий пішак · e4 білий пішак · g4 білий пішак · h4 чорний пішак · b3 білий пішак · e3 білий кінь · h3 білий пішак · c2 білий слон · d2 біла тура · f2 білий король · g2 білий кінь · c1 біла тура | e8 чорна тура · d7 чорна тура · e7 чорний кінь · f7 чорний слон · g7 чорний король · b6 чорний пішак · c6 чорний пішак · f6 чорний пішак · g6 чорний кінь · a5 чорний пішак · g5 чорний пішак · a4 білий пішак · d4 білий пішак · e4 білий пішак · g4 білий пішак · h4 чорний пішак · b3 білий пішак · e3 білий кінь · h3 білий пішак · c2 білий слон · d2 біла тура · f2 білий король · g2 білий кінь · c1 біла тура | e8 чорна тура · d7 чорна тура · e7 чорний кінь · f7 чорний слон · g7 чорний король · b6 чорний пішак · c6 чорний пішак · f6 чорний пішак · g6 чорний кінь · a5 чорний пішак · g5 чорний пішак · a4 білий пішак · d4 білий пішак · e4 білий пішак · g4 білий пішак · h4 чорний пішак · b3 білий пішак · e3 білий кінь · h3 білий пішак · c2 білий слон · d2 біла тура · f2 білий король · g2 білий кінь · c1 біла тура | e8 чорна тура · d7 чорна тура · e7 чорний кінь · f7 чорний слон · g7 чорний король · b6 чорний пішак · c6 чорний пішак · f6 чорний пішак · g6 чорний кінь · a5 чорний пішак · g5 чорний пішак · a4 білий пішак · d4 білий пішак · e4 білий пішак · g4 білий пішак · h4 чорний пішак · b3 білий пішак · e3 білий кінь · h3 білий пішак · c2 білий слон · d2 біла тура · f2 білий король · g2 білий кінь · c1 біла тура | e8 чорна тура · d7 чорна тура · e7 чорний кінь · f7 чорний слон · g7 чорний король · b6 чорний пішак · c6 чорний пішак · f6 чорний пішак · g6 чорний кінь · a5 чорний пішак · g5 чорний пішак · a4 білий пішак · d4 білий пішак · e4 білий пішак · g4 білий пішак · h4 чорний пішак · b3 білий пішак · e3 білий кінь · h3 білий пішак · c2 білий слон · d2 біла тура · f2 білий король · g2 білий кінь · c1 біла тура | e8 чорна тура · d7 чорна тура · e7 чорний кінь · f7 чорний слон · g7 чорний король · b6 чорний пішак · c6 чорний пішак · f6 чорний пішак · g6 чорний кінь · a5 чорний пішак · g5 чорний пішак · a4 білий пішак · d4 білий пішак · e4 білий пішак · g4 білий пішак · h4 чорний пішак · b3 білий пішак · e3 білий кінь · h3 білий пішак · c2 білий слон · d2 біла тура · f2 білий король · g2 білий кінь · c1 біла тура | e8 чорна тура · d7 чорна тура · e7 чорний кінь · f7 чорний слон · g7 чорний король · b6 чорний пішак · c6 чорний пішак · f6 чорний пішак · g6 чорний кінь · a5 чорний пішак · g5 чорний пішак · a4 білий пішак · d4 білий пішак · e4 білий пішак · g4 білий пішак · h4 чорний пішак · b3 білий пішак · e3 білий кінь · h3 білий пішак · c2 білий слон · d2 біла тура · f2 білий король · g2 білий кінь · c1 біла тура | e8 чорна тура · d7 чорна тура · e7 чорний кінь · f7 чорний слон · g7 чорний король · b6 чорний пішак · c6 чорний пішак · f6 чорний пішак · g6 чорний кінь · a5 чорний пішак · g5 чорний пішак · a4 білий пішак · d4 білий пішак · e4 білий пішак · g4 білий пішак · h4 чорний пішак · b3 білий пішак · e3 білий кінь · h3 білий пішак · c2 білий слон · d2 біла тура · f2 білий король · g2 білий кінь · c1 біла тура | 1 |
|   | a | b | c | d | e | f | g | h |   |

У 18 партії Ботвинник - Петросян ( матч на першість світу, 1963) у білих на перший погляд сильний пішаковий центр, що забезпечує їм перевагу в просторі і велику свободу маневру. Однак в розпорядженні чорних є хороший спосіб - підрив пішакового центру, який дозволяє їм отримати непогану гру по чорних полях. 42. ... С5! 43.d5 Ke5 44.Лcf1?  Варто було грати 44.Кс4 К:с4 45.bc Cg6 46.е5 або 45. ... Кс8 46.е5! Жертвою пішака (підриваючи пішаковий ланцюг чорних) білі отримали б можливість активізувати фігури і мали б усі підстави розраховувати на нічию. 44. ... Cg6 45.Kpe1 Kc8 46.Лdf2 Лf7 47.Kpd2 Kd6 48.Kf5 + З: f5 49.ef c4! 50.Лb1 b5!  Яскраво виражена ідея підриву пішакової структури білих на ферзевому фланзі. Ініціатива повністю переходить до чорних: 51 .b4 с3 +! 52.Кр: с3 Лс7 + 53.Kpd2 Kec4 + 54.Kpd1 Ка3 55.Лb2 Kdc4 56.Ла2 ab 57.ab К:b5 58.Ла6 Кс3 + 59.Kpc1 К:d5 60.Са4 Лес8 61.Ke1 Kf4 , 0: 1.